# Emma Väänänen
Pour les articles homonymes, voir Emma et Väänänen.
Emma Maria Väänänen (née le  22 décembre 1907 commune rurale de Mikkeli et morte le  20 février 1970 à Helsinki) est une actrice finlandaise,.

## Biographie
Emma Väänänen a commencé sa carrière sur la scène des travailleurs de Sörnäinen, où il a joué dans Tohvelisankarin rouva en 1927.
L'année suivante, elle est autorisée à étudier au Suomen Näyttämöopisto, dont elle est diplômée en 1930.
Emma Väänänen a gagné son argent d'étudiante en effectuant de durs travaux.
Peu après le début de sa carrière d'actrice, elle obtient des contrats :
- Théâtre de Rovaniemi 1930–1931 ;
- Théâtre de Pori 1931–1935 ;
- Théâtre des travailleurs de Turku 1935–1938 ;
- Théâtre de Turku 1938–1939 ;
- Théâtre de Tampere 1939–1940 ;
- Théâtre populaire d'Helsinki, 1940–1949.

Elle a été membre du jury du Festival international du film de Moscou 1959.

## Filmographie
| Année | Film                               | Rôle                       |
| ----- | ---------------------------------- | -------------------------- |
| 1942  | Yli rajan                          | Hotesse, mère de Mikko     |
| 1942  | Synnin puumerkki                   | Kaarina                    |
| 1942  | Neljä naista                       | Iida Karlsson              |
| 1943  | Syntynyt terve tyttö               | Hanna Salmio               |
| 1943  | Miehen kunnia                      | Anna Vainio                |
| 1943  | Kirkastettu sydän                  | Lea Helpi                  |
| 1944  | Kartanon naiset                    | Irja Malm                  |
| 1945  | Vuokrasulhanen                     | Ada Ahonen                 |
| 1946  | Kultainen kynttilänjalka           | Mme Takala                 |
| 1946  | Viikon tyttö                       | Annabella                  |
| 1946  | ”Minä elän”                        | Manta Stenvall             |
| 1946  | Loviisa – Niskavuoren nuori emäntä | Loviisa Niskavuori         |
| 1947  | Maaret – tunturien tyttö           | Kekke Petäjä               |
| 1947  | Kultamitalivaimo                   | Membre du CA de KLY        |
| 1947  | Koskenkylän laulu                  | Venla Liuhala              |
| 1947  | Hedelmätön puu                     | Hanna Palonen              |
| 1948  | Kilroy sen teki                    | Directrice du Salon Rosita |
| 1948  | Ihmiset suviyössä                  | Syrjämäen Hilja            |

| Année | Film                           | Rôle                           |
| ----- | ------------------------------ | ------------------------------ |
| 1948  | Haaviston Leeni                | Toini Haavisto, sœur de Leeni  |
| 1950  | Tanssi yli hautojen            | vieille fille                  |
| 1951  | Ylijäämänainen                 | Mme Heino                      |
| 1951  | Gabriel, tule takaisin         | Kristiina Anger                |
| 1952  | Niskavuoren Heta               | Loviisa Niskavuori             |
| 1952  | Suomalaistyttöjä Tukholmassa   | sœur                           |
| 1952  | Silmät hämärässä               | veuve du lieutenant            |
| 1952  | Kulkurin tyttö                 | Mme Luhtala                    |
| 1952  | Omena putoaa...                | gouvernante                    |
| 1953  | Jälkeen syntiinlankeemuksen    | Mère de Klaus                  |
| 1955  | Näkemiin Helena                | Helena Junkkeri                |
| 1955  | Minä ja mieheni morsian        | Hanna Perttula                 |
| 1955  | Kukonlaulusta kukonlauluun     | Aliina Kivistö                 |
| 1956  | Riihalan valtias               | Anna, hôtesse de Riihala       |
| 1956  | Elokuu                         | Saima Sundvall                 |
| 1958  | Niskavuoren naiset             | Loviisa, hôtesse de Niskavuori |
| 1959  | Taas tapaamme Suomisen perheen | Hotesse de Pulli               |

## Prix et récompenses
- Jussi de la meilleure actrice
  - 1947 Loviisa – Niskavuoren nuori emäntä
  - 1951 Gabriel, tule takaisin
  - 1957 Elokuu
  - 1958 Niskavuoren naiset